# Anabarilius goldenlineus
Anabarilius goldenlineus är en fiskart som beskrevs av Li och Chen, 1995. Anabarilius goldenlineus ingår i släktet Anabarilius och familjen karpfiskar. Inga underarter finns listade i Catalogue of Life.